# Presidio Modelo

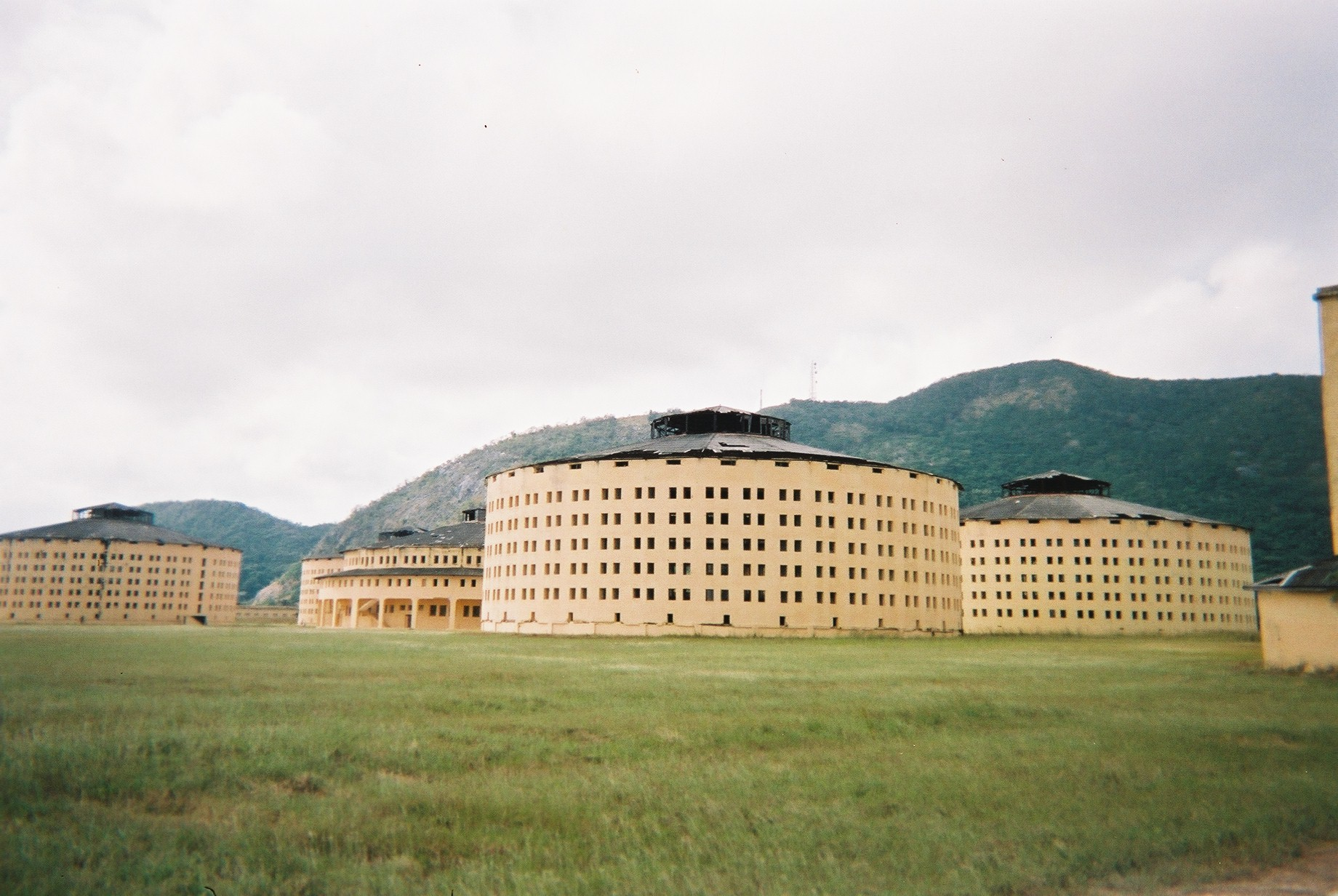
Außenansicht des Presidio Modelo (2005)

Das Presidio Modelo (spanisch für Modellgefängnis) war eine nach dem Vorbild des Panopticons entworfene Strafanstalt auf der kubanischen Insel Isla de la Juventud (damals Isla de Pinos).

## Geschichte

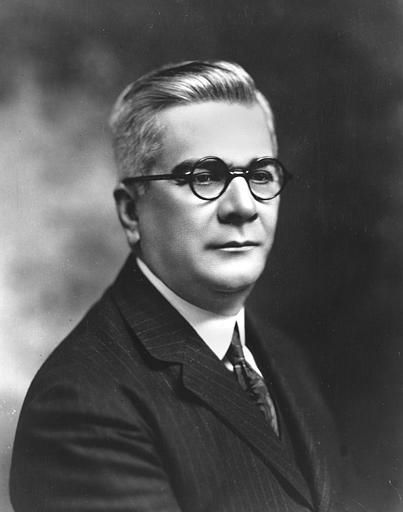
Gerardo Machado – kubanischer Politiker und Diktator, war von 1925 bis 1933 fünfter Präsident der Republik Kuba

Mit dem Bau der aus vier runden Gebäudekomplexen sowie einem zentralen Speisesaal bestehenden Anlage wurde am 1. Februar 1926 unter Diktator Gerardo Machado begonnen und das Gefängnis wurde am 16. September 1931 eröffnet.
Während des Zweiten Weltkriegs dienten zwei der zum Gefängnis gehörenden Gebäude dazu, internierte deutsche und japanische Staatsangehörige aufzunehmen.
Die meisten überlebenden Aufständischen des Angriffes auf die Moncada-Kaserne 1953, wie z. B. die Brüder Fidel und Raúl Castro, Ramiro Valdés, Juan Almeida oder Mario Chanes de Armas waren 1953 bis 1955 im Presidio Modelo interniert. Für die prominenten politischen Gefangenen gab es jedoch einen eigenen Trakt, in dem sie von den anderen Gefangenen isoliert verwahrt wurden. In diesem rechteckigen Raum in der ehemaligen Krankenstation stand ein Bett neben dem anderen, und das Licht wurde niemals ausgemacht. Für diesen Trakt gab es einen Sanitärraum mit drei Duschen, zwei Toiletten und einem Waschbecken.
Nach dem Sieg der von Fidel Castro angeführten Revolution im Jahre 1959 wurde das Presidio Modelo genutzt, um politische Gegner, Konterrevolutionäre, Homosexuelle, Zeugen Jehovas und andere Menschen, die nicht in den neuen sozialistischen Staat passten, zu internieren. Zu den mehreren Tausend politischen Gefangenen, die hier nach der Kubanischen Revolution inhaftiert waren, gehörten unter anderem Huber Matos, Eloy Gutiérrez Menoyo, Armando Valladares, Luis Andrés Vargas Gómez, Pedro Luis Boitel und die 1959 beim Kriegsverbrecherprozess gegen Angehörige der Kubanischen Luftwaffe Verurteilten.
Die insgesamt fünf runden Gebäude, von denen das mittlere der Speisesaal war, waren ursprünglich für jeweils etwa 465 Insassen dimensioniert, tatsächlich war das Gefängnis jedoch mit 6000 bis 8000 Häftlingen oft überfüllt. Im Jahr 1961 gab es deswegen mehrere Gefängnisaufstände und Hungerstreiks unter den vorwiegend politischen Gefangenen des neuen Castro-Staates. Nach Aussagen von damaligen Häftlingen wurden kurz vor der Invasion in der Schweinebucht 1961 Vorbereitungen getroffen, die Gefängnisse (mitsamt den Insassen) im Falle eines Befreiungsversuchs mittels TNT-Ladungen in den unterirdischen Gängen zu sprengen. Die Sprengladungen wurden nach der Raketenkrise im Herbst 1962 entfernt.
Das Gefängnis wurde 1967 geschlossen, zum nationalen Denkmal erklärt und beherbergt heute ein Museum. So kann man hier z. B. die Betten besichtigen, in denen prominente Gefangene gelegen haben sollen. Im ehemaligen Verwaltungsgebäude ist heute eine Volksschule untergebracht.

## Panoptikum-Architektur

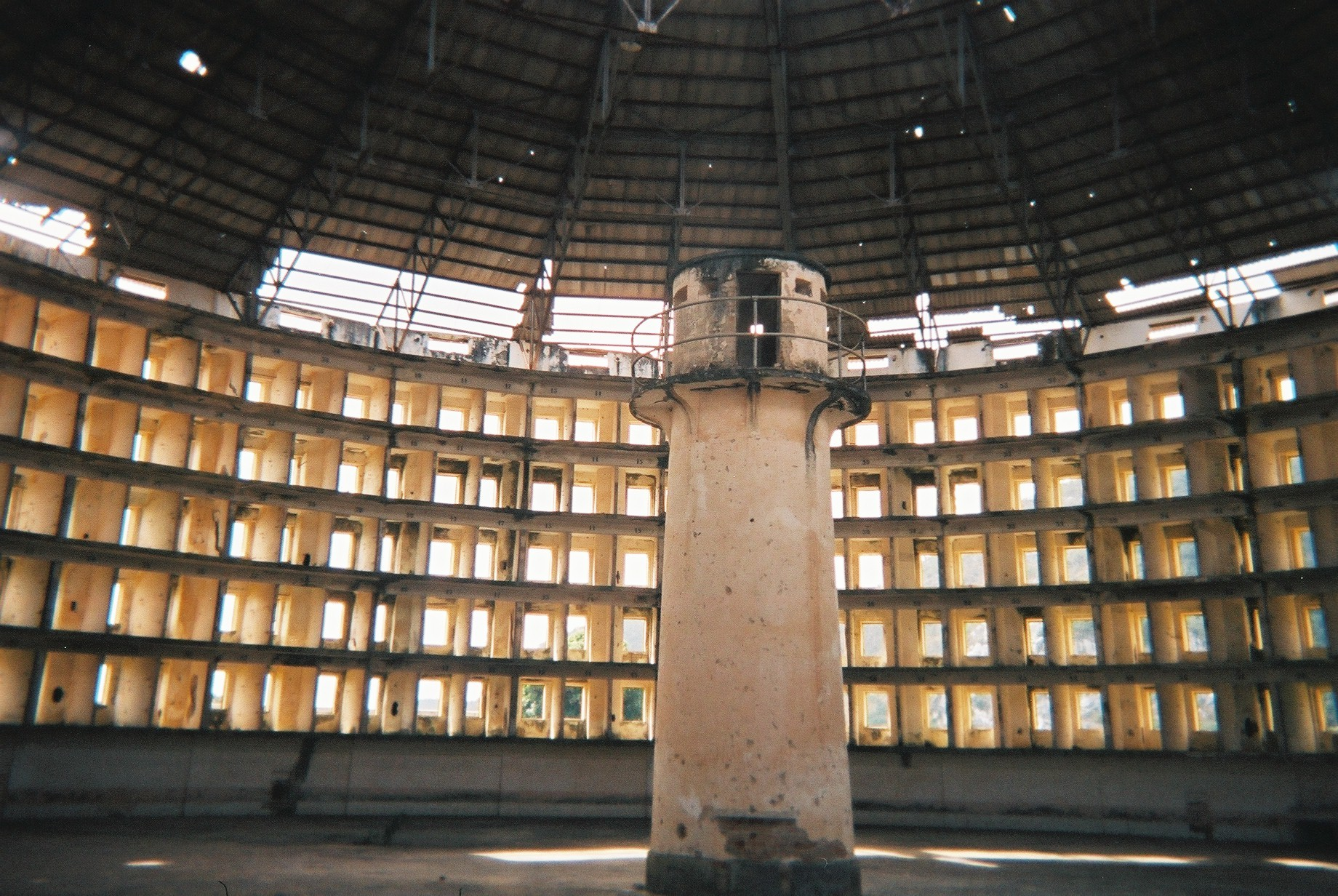
Innenansicht des Presidio Modelo (2005)

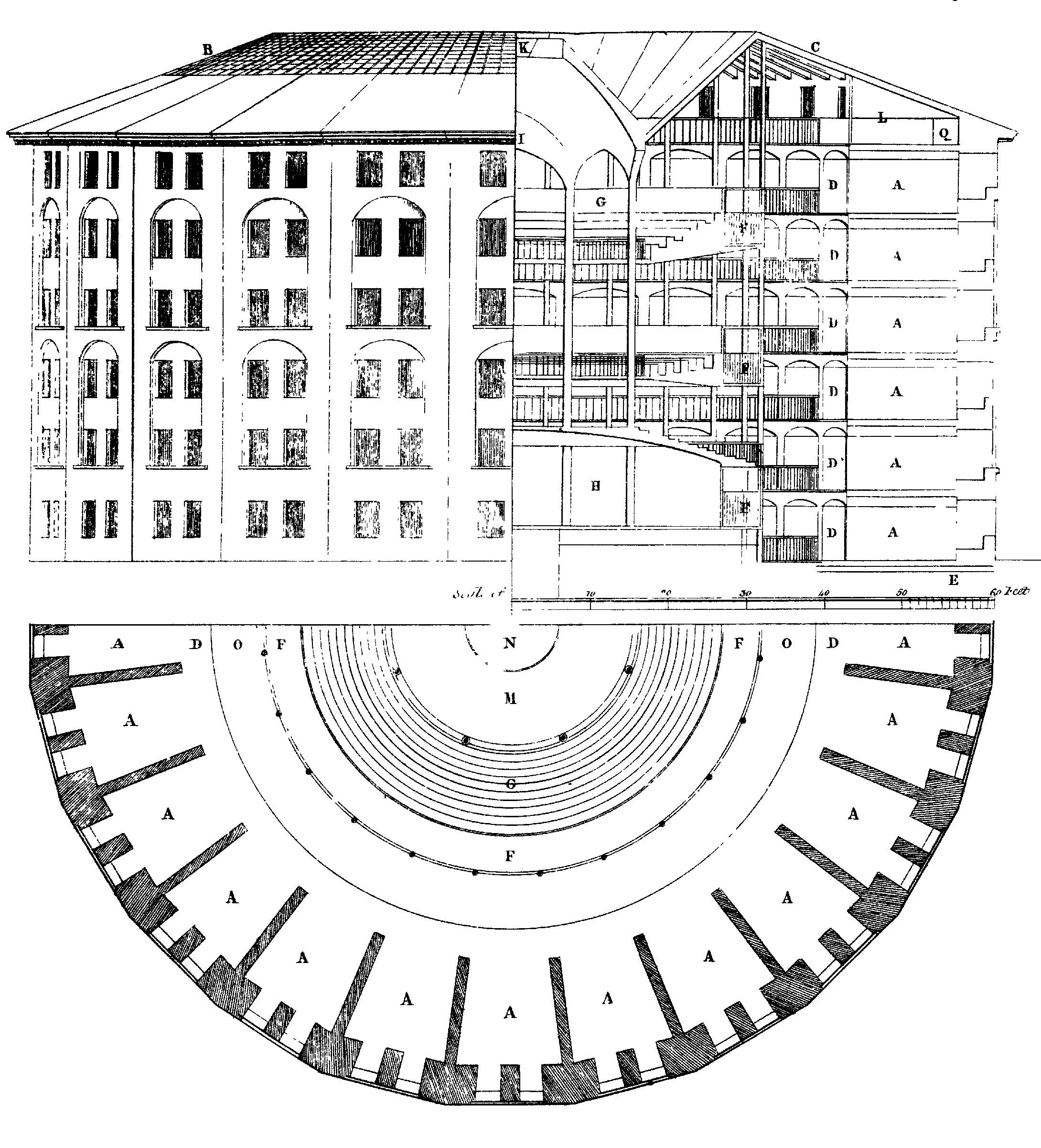
Panopticon-Skizze von Jeremy Bentham (1791)

Als Vorbild diente vermutlich die Gefängnisrundbauweise des 1925 eröffneten und erst 2015 geschlossenen „F-House N° 1“ im Stateville Correctional Center im US-Bundesstaat Illinois.
Ursprünglich waren in Kuba acht runde Gebäude geplant, von welchen schließlich vier in Panopticon-Bauweise mit einem zentralen Gebäude als Speisesaal, in dem bis zu 3000 Menschen Platz hatten, errichtet worden sind.
Auf insgesamt fünf Stockwerken gab es ringsum durchnummerierte Zellen, insgesamt 465 pro Gebäude. Jede der Zellen war 3 Meter lang, 1,80 Meter breit und 2,50 Meter hoch und ursprünglich für jeweils zwei Personen ausgelegt. Sie waren alle mit zwei Betten, einer Toilette und einem Waschtisch ausgestattet. Von einem mittig stehenden Turm, der nur über einen unterirdischen Gang erreichbar war, konnten alle Zellen im Panopticon rund um die Uhr unbeobachtet eingesehen werden. Im Erdgeschoss befanden sich die Duschen entlang der Wand. 
Noch früher als das Presidio Modelo wurden etwa das Pentonville Prison und das Holloway Prison in London, Port Arthur auf der australischen Insel Tasmanien, der Carcere di San Vittore in Mailand oder das inzwischen abgerissene Zellengefängnis Lehrter Straße in Berlin gebaut.

## Dokumentarfilme
- El presidio plantado (Indomitable Prisoners), Regie: Luis Guardia, USA 2008, 90 Min., mit englischen Untertiteln auf YouTube verfügbar – Dokumentation der Haftbedingungen der im Presidio Modelo untergebrachten politischen Gefangenen unter Fidel Castro.
- Presidio Modelo, Regie: Pablo Alvarez-Mesa, Kanada 2008 (15 Min.).